# Pasaporte jordano
El pasaporte jordano (árabe: جواز السفر الأردني) es un documento de viaje expedido por el Departamento de Pasaportes y Estado Civil a los ciudadanos de Jordania, con la finalidad de que puedan realizar viajes internacionales.

## Tipos de pasaporte
Jordania emite dos tipos de pasaportes:
- Pasaporte ordinario con número nacional: Se expide a los ciudadanos jordanos que cuentan con plenos privilegios de nacionalidad jordana.
- Pasaporte ordinario sin número nacional: Se expide a los palestinos que viven en Jordania, Jerusalén Este, Cisjordania y la Franja de Gaza para viajes internacionales. Comienza con la letra T de "Temporal". También se emite a los musulmanes israelíes, ya que los ciudadanos israelíes tienen prohibido ingresar a Arabia Saudita, aunque eso está cambiando.[1][2][3]
- Pasaporte diplomático: Se expide a los funcionarios gubernamentales que ostentan el Rango Especial, así como a los miembros de la Cámara de Representantes y del Senado. Cuenta con una cubierta roja.

## Apariencia física
El pasaporte de Jordania es azul. El anverso del pasaporte muestra el escudo de armas de Jordania, con el nombre del país encima y la inscripción "PASSPORT" debajo. El pasaporte contiene el nombre, fotografía, firma y fecha de nacimiento del titular, así como otros factores que ayudan a identificarlo.

### Página de identidad
- Foto del titular del pasaporte
- Categoría del pasaporte
- Código del país
- Número de serie del pasaporte
- Nombre y apellido del titular del pasaporte
- Nacionalidad
- Fecha de nacimiento, en formato dd/mm/aaaa
- Género (M para hombre o F para mujer)
- Lugar de nacimiento
- Fecha de emisión, en formato dd/mm/aaaa
- Firma del titular del pasaporte
- Fecha de validez, en formato dd/mm/aaaa

El pasaporte se encuentra escrito en árabe y en inglés.

## Requisitos de visado
Los requisitos de visado para los ciudadanos jordanos son la restricciones administrativas de entrada impuestas por las autoridades de Jordania. A fecha del 1 de enero de 2021, los ciudadanos jordanos tienen acceso sin visado o con visado a la llegada a 52 países y territorios, lo que sitúa al pasaporte jordano en el octavo lugar del mundo árabe en términos de libertad de viaje, según el Índice de Pasaportes Henley.